# Box Island
Box Island ist eine kleine unbewohnte Insel der Andreanof Islands, die zu den Aleuten 
gehören. Die Insel liegt zwischen Kanu Island und Great Sitkin Island.